# Reinsdorf, Thüringen
Reinsdorf är en kommun och ort i Kyffhäuserkreis i förbundslandet Thüringen i Tyskland.
Kommunen ingår i förvaltningsgemenskapen Artern tillsammans med kommunerna Borxleben, Gehofen, Kalbsrieth, Mönchpfiffel-Nikolausrieth och Artern.